# Großer Moskauer Eisenbahnring

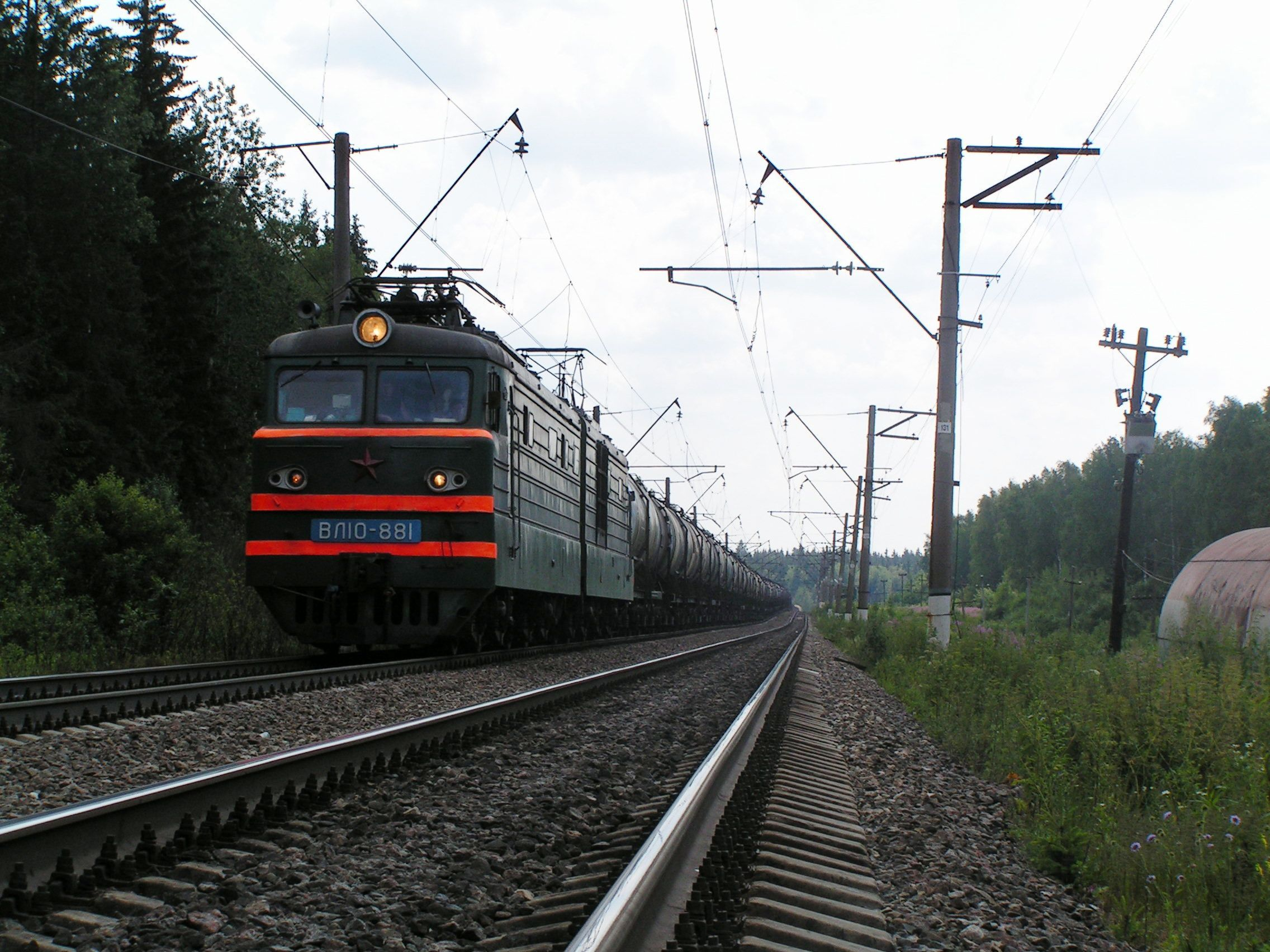
Güterzug auf dem Großen Eisenbahnring, geschleppt von einer ВЛ10-0811-Lokomotive

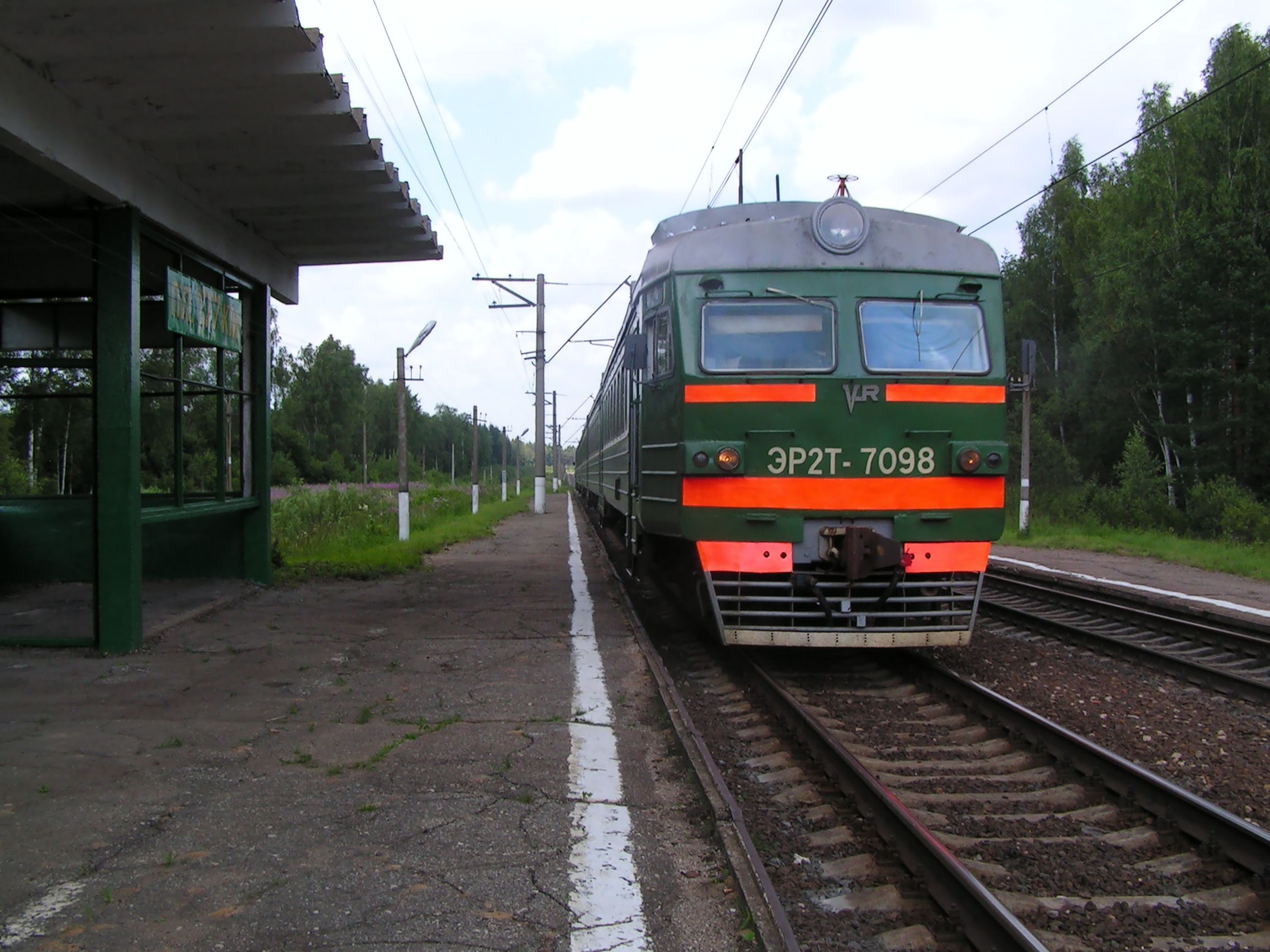
Haltepunkt Kilometer 177 mit ЭР2Т-7098-Personenzug

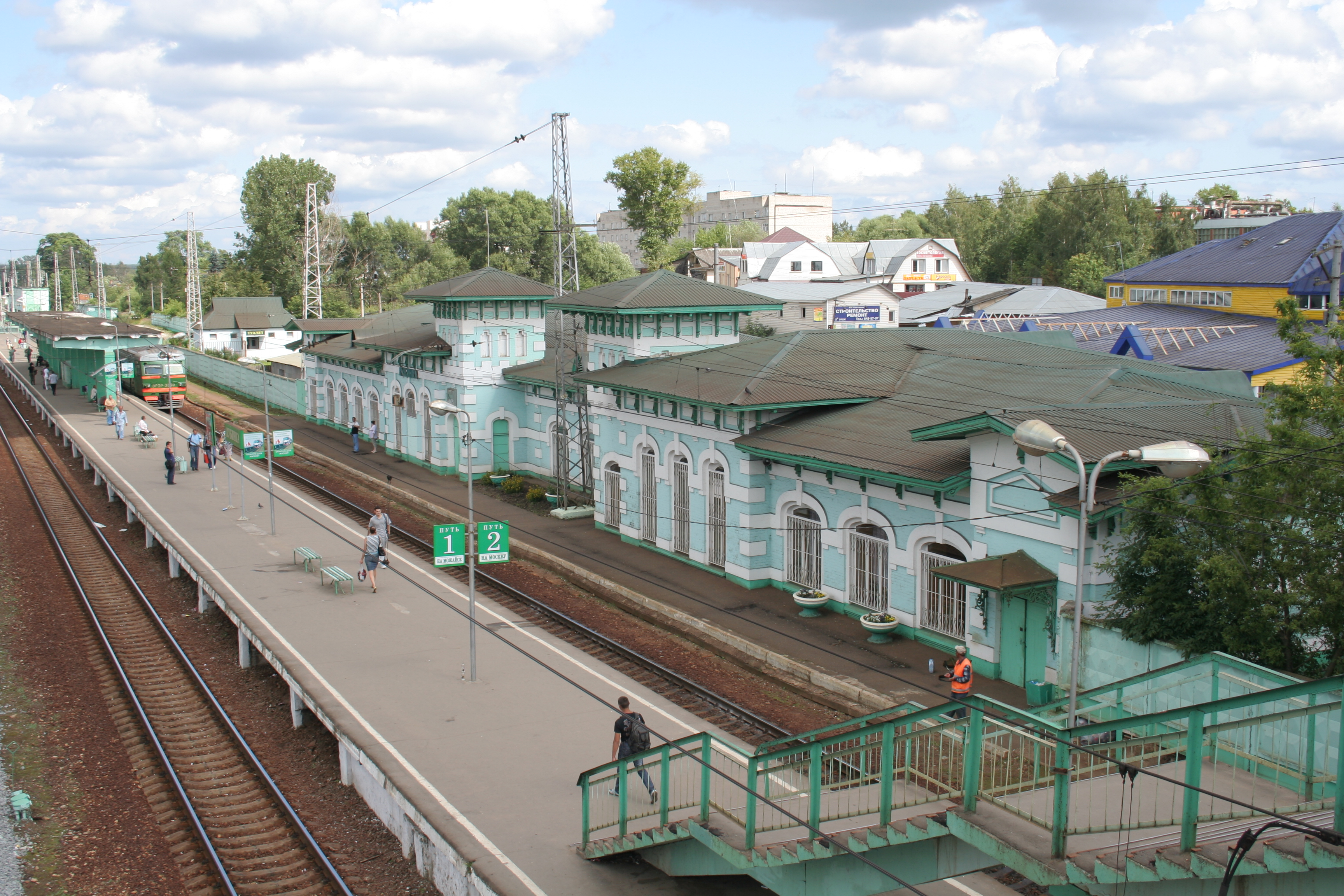
Bahnhof Kubinka-1: Verknüpfungspunkt mit der Strecke Moskau–Smolensk

Der Große Moskauer Eisenbahnring (russisch Большое кольцо Московской железной дороги) ist eine 558 Kilometer lange elektrifizierte Eisenbahnstrecke in Russland. Sie umgeht die Hauptstadt Moskau im Umkreis von etwa 60 bis 100 km und verläuft, anders als der vollständig auf dem Moskauer Stadtgebiet gelegene Kleine Moskauer Eisenbahnring, stadtauswärts auf dem Territorium der Moskauer Oblast, zu einem kleinen Teil auch im Westen der Oblast Wladimir.
Der Große Eisenbahnring wurde schrittweise in den Jahren 1943 bis 1960 errichtet. Im Gegensatz zum Kleinen Ring stellt er keine geschlossene Ringstrecke dar, sondern mehrere aufeinander folgende Teilstrecken, die zusammen eine annähernd ringförmige Verknüpfung bilden. Er ist wie der Kleine Ring vollständig elektrifiziert und für den Personenverkehr nutzbar. Allerdings stellt der Güterverkehr den mit Abstand größten Teil des Zugverkehrs auf dem Ring dar, während Personenzüge (bei denen es sich um die im russischen Eisenbahn-Nahverkehr üblichen, sogenannten Elektritschki handelt) jeweils nur Teilstrecken bedienen und in sehr unregelmäßigen Abständen verkehren. Auf einigen Teilstrecken des Großen Rings verkehren nur vier oder fünf Zugpaare pro Tag. Da der Güterverkehr auf der Strecke Vorfahrt genießt, sind erhebliche Verspätungen nicht selten. Eine Besonderheit des Großen Moskauer Eisenbahnrings gegenüber anderen Personenstrecken im Netz der Moskauer Eisenbahn stellt auch die Tatsache dar, dass es sich bei sämtlichen Bahnsteigen um Tiefbahnsteige handelt. Bei kleineren, wenig frequentierten Haltepunkten sind diese Bahnsteige zudem oft nur wenige Meter lang, so dass der Ein- und Ausstieg jeweils nur an einem oder zwei vorderen Waggons des Zuges möglich ist.
Mit den wichtigsten Radial-Eisenbahnstrecken, die in Moskau beginnen bzw. enden, besitzt der Große Ring die folgenden Verknüpfungspunkte:
- Der Bahnhof Kubinka-1 ist Verknüpfungspunkt mit der Strecke Moskau–Smolensk(–Minsk); hier halten sowohl Züge, die diese Radialstrecke bedienen, als auch die Züge der Ringbahn.
- Der Bahnhof Manichino-1 in der Nähe der Stadt Istra liegt am Kreuzungspunkt mit der Strecke Moskau–Riga.
- Nahe dem Haltepunkt Powarowka der Bahnstrecke Sankt Petersburg–Moskau liegt der Kreuzungspunkt der letzteren mit dem Großen Ring einschließlich einer Verbindungsstrecke. Um von der Ringbahn auf die Radialstrecke zu gelangen, muss am Haltepunkt Kilometer 142 ausgestiegen und ein etwa fünfminütiger Fußweg bis zum Haltepunkt Powarowka zurückgelegt werden.
- Nahe Ikscha mündet der Ring in die Bahnstrecke Moskau–Sawjolowo und zweigt von ihr erst sechs Stationen nördlicher ab, nämlich bei Dmitrow.
- Am nordöstlichen Rand der Großstadt Sergijew Possad nach dem Haltepunkt Kilometer 81 mündet die aus Dmitrow kommende Ring-Teilstrecke in die Transsibirische Eisenbahn und zweigt von ihr erst bei Alexandrow ab.
- Von Alexandrow führt eine weitere Teilstrecke bis Orechowo-Sujewo, wo der Große Eisenbahnring von der Strecke Moskau–Wladimir–Nischni Nowgorod gekreuzt wird.
- Die Station Kurowskaja ist Verknüpfungspunkt mit der Strecke (Moskau–)Ljuberzy–Murom.
- Die Station Woskressensk ist Verknüpfungspunkt mit der Strecke Moskau–Rjasan–Kasan.
- Die Station Michnewo (nahe Stupino) ist Verknüpfungspunkt mit der Strecke Moskau–Kaschira–Pawelez.
- Die Station Stolbowaja in der Nähe von Tschechow ist Kreuzungspunkt mit der Linie Moskau–Tula–Kursk.
- Die nahe der Stadt Naro-Fominsk gelegene Knotenstation Bekassowo-1 ist Kreuzungspunkt mit der Strecke Moskau–Brjansk–Kiew. Die nördlich davon beginnende Ring-Teilstrecke führt wieder nach Kubinka-1.